# Ceraclea martynovi
Ceraclea martynovi is een schietmot uit de familie Leptoceridae. De soort komt voor in het Oriëntaals gebied.